# マキシム・ロイ
マキシム・ロイ（Maxim Roy, 1972年3月7日 - ）は、カナダ出身の女優である。

## 出演作品

### テレビ
- デッド・ゾーン
- リ・ジェネシス バイオ犯罪捜査班（キャロライン・モリソン）
- オクトーバー・ファクション October Faction (2020)

### 映画
- アルマゲドン2013
- エイリアンノイド
- ルーディー　ジュリアーニNY市長9月11日真実の物語
- 罠 WANA
- ドルフ・ラングレン in エリミネイト・ソルジャー
- 囁く女
- デンジャラス・ライズ/偽りの記憶
- アイ・フォー・アイ
- バベル　失われた地図と魔法の水晶

### オリジナルビデオ
- ウォー・ゲーム　ザ・デッド・コード（ティナ）